# Fromis 9
Fromis 9 (hangul: 프로미스_9; iniciales de "From Idol School"; estilizado como fromis_9) es un grupo femenino surcoreano formado por el reality show Idol School. El grupo actualmente está compuesto por cinco miembros: Song Ha-young, Park Ji-won, Lee Chae-young, Lee Na-gyung y Baek Ji-heon.  El nombre del grupo, pronunciado como "promise" (promesa) en coreano, también significa «mantener su promesa [a los espectadores] de ser el mejor grupo femenino».El grupo debutó el 24 de enero de 2018 con el lanzamiento de su primer EP extendido, To. Heart.

## Historia

### Predebut: Formación a través deIdol Schooly «Glass Shoes»
En marzo de 2017, se anunció que Mnet, el mismo productor de programas de espectáculos como SIXTEEN y Produce 101, estrenaría un nuevo reality show de supervivencia titulado Idol School. El programa se estrenó el 13 de julio de 2017 y terminó el 29 de septiembre con Roh Ji-sun, Song Ha-young, Lee Sae-rom, Lee Chae-young, Lee Na-gyung, Park Ji-won, Lee Seo-yeon, Baek Ji-heon y Jang Gyu-ri como ganadoras que conformaron la alineación final de Fromis 9. Las nueve miembros se decidieron exclusivamente a través de votos en vivo y en línea de los espectadores. Pledis Entertainment, encabezada por el director Han Sung-soo, gestionó la formación y el debut del grupo.
Fromis 9 tuvo su propio reality show sobre el camino continuo al debut que se estrenó el 20 de octubre de 2017, y se emitió cada viernes a las 19:00 horas. (KST).
El 29 de noviembre de 2017, Fromis 9 presentó su sencillo predebut titulado «Glass Shoes» en los premios Mnet Asian Music Awards en Japón. La canción fue lanzada como un sencillo digital al día siguiente. También interpretaron la canción en el episodio del 15 de diciembre del programa Music Bank, marcando la primera aparición del grupo en un programa musical. 

### 2018: Debut conTo. Heart,To. Day yFrom. 9
El 8 de enero de 2018, se anunció que Fromis 9 debutaría oficialmente con su primer EP titulado To. Heart. El miniálbum, junto con su sencillo principal, «To Heart», fue lanzado el 24 de enero. El EP debutó en el número 4 en la lista de álbumes Gaon Album Chart, emitida el 27 de enero de 2018. 
El 10 de mayo, se confirmó que Jang Gyu-ri había ingresado como concursante en el programa Produce 48. Fromis 9 continuó como un grupo de ocho miembros y lanzó su segundo EP, To. Day , el 5 de junio de mismo año, sin Jang Gyu-ri debido a su participación en el programa. Fromis 9 volvió a ser un grupo de nueve miembros después de que Jang Gyu-ri fuera eliminada en la tercera etapa del programa, ya que ocupaba el puesto 25.
A partir del 21 de septiembre, Fromis 9 sería administrada por Off The Record Entertainment, una nueva agencia establecida exclusivamente para Fromis 9 y el grupo femenino surcoreano japonés, Iz*One. 
El grupo lanzó un álbum sencillo especial titulado From.9 el 10 de octubre con la canción principal «Love Bomb». Fue el primer lanzamiento con las nueve miembros después del regreso de Jang Gyu-ri. 
El 15 de octubre, Fromis 9 hizo su debut como actrices en una serie web titulada Welcome to Heal Inn, en su página oficial de V Live. Sin embargo, fue filmado durante la ausencia de Jang Gyu-ri. 

### 2019-2020:Fun FactoryyMy Little Society
El 8 de febrero de 2019, se anunció una segunda temporada de Welcome to Heal Inn para la temporada de invierno, esta vez con Jang Gyu-ri agregada como nueva viajera. En mayo, Jang Gyu-ri hizo su debut como actriz solista en el drama web Compulsory Dating Education.
El 4 de junio de 2019, Fromis 9 lanzó su primer álbum sencillo, Fun Factory, con la canción principal «Fun!». El álbum alcanzó el número 2 en la lista de álbumes de Gaon Chart, siendo un nuevo récord para el grupo. 
El grupo lanzó su tercer EP titulado My Little Society el 16 de septiembre de 2020. Este presenta la canción principal «Feel Good (Secret Code)». El 10 de septiembre, Off The Record confirmó que Lee Seo-yeon estaría fuera de todas las promociones para este nuevo lanzamiento debido a una reciente lesión en la pierna, con el grupo promocionando nuevamente como 8 miembros. El EP alcanzó el N.º 3 en la lista de álbumes de Gaon.

### 2021-2024: Primera victoria,Midnight Guest, salida de Jang Gyu-ri
El 17 de mayo de 2021, el grupo lanzó su segundo álbum sencillo titulado 9 Way Ticket, junto a la canción principal «We Go». El 16 de agosto se anunció que fromis_9 había dejado la compañía Off The Record y que el grupo sería manejado por Pledis Entertainment. El 1 de septiembre del mismo año, el grupo lanzó su nuevo álbum sencillo especial titulado Talk & Talk, con la canción principal del mismo nombre. El 7 de septiembre, el grupo logró su primera victoria en un programa de música surcoreano con su canción «Talk & Talk» en el programa de televisión The Show del canal SBS MTV.
Tras un anuncio el 15 de diciembre de 2021, se confirmó el lanzamiento del cuarto EP del grupo, bajo el nombre de Midnight Guest, el que fue lanzado el 17 de enero de 2022 junto con su sencillo promocional titulado «DM».
El 28 de julio de 2022, Pledis Entertainment anunció que Jang Gyu-ri abandonaría la agencia y el grupo tras la expiración de su antiguo contrato el 31 de julio. A partir de agosto, el grupo continuaría promocionando con 8 integrantes.
El 29 de noviembre de 2024, Pledis Entertainment por medio de la plataforma Weverse anunció la disolución del grupo, haciéndose efectivo el 31 de diciembre. En el mismo comunicado anunciaron que, a modo de despedida, lanzarían el 23 de diciembre de ese mismo año un nuevo y último single dedicado a sus fans.

### 2025-present: Cambio de agencia
According to an exclusive report by Star Today on the 26th(KST), five of the eight members of fromis_9 - Song Ha Young, Park Ji Won, Lee Na Kyung, Lee Chae Young, and Baek Ji Heon — have signed exclusive contracts with the newly established agency ASND. The remaining three members — Lee Sae Rom, Lee Seo Yeon, and Roh Ji Sun — have decided to part ways with the group after thorough discussions with the other members, choosing to follow individual paths. Despite parting ways with their original agency, Pledis Entertainment, after the expiration of their exclusive contracts, the members expressed a strong desire to keep the group intact. They reportedly took their time to carefully evaluate their next steps. Ultimately, the five members collectively decided to partner with a new agency that could offer them a more dynamic and forward-looking platform for their careers. The members who have signed with ASND will continue to use the group name fromis_9, ensuring the group's identity remains intact.

## Miembros
- Song Ha-young (송하영)
- Park Ji-won (박지원)
- Lee Chae-young (이채영)
- Lee Na-gyung (이나경)
- Baek Ji-heon (백지헌)

### Exmiembros
- Jang Gyu-ri (장규리)
- Lee Sae-rom (이새롬)
- Lee Seo-yeon (이서연)
- Roh Ji-sun (노지선)

## Discografía

### Álbumes de estudio
- 2023: Unlock My World

### EPs
- 2018: To. Heart
- 2018: To. Day
- 2020: My Little Society
- 2022: Midnight Guest
- 2022: from our Memento Box

### Álbumes sencillos
- 2018: From.9
- 2019: Fun Factory
- 2021: 9 Way Ticket
- 2021: Talk & Talk
- 2024: Supersonic

### Bandas sonoras
- 2019: «All Together Cha Cha Cha» (Immortal Songs: Singing the Legend (Kim Byeong Geol))
- 2025: «Touchdown», parte 2 de la BSO de La jugada ganadora.[16]

### Sencillos
| Año  | Título                    | Mejores posiciones | Mejores posiciones | Mejores posiciones | Álbum                |
| Año  | Título                    | COR Gaon           | COR Hot            | US World           | Álbum                |
| ---- | ------------------------- | ------------------ | ------------------ | ------------------ | -------------------- |
| 2017 | «Glass Shoes» (유리구두)  | —                  | —                  | —                  | s/a                  |
| 2018 | «To Heart»                | —                  | —                  | —                  | To. Heart            |
| 2018 | «DKDK» (두근두근)         | —                  | —                  | —                  | To. Day              |
| 2018 | «Love Bomb»               | —                  | —                  | 22                 | From.9               |
| 2019 | «Fun!»                    | —                  | 94                 | —                  | Fun Factory          |
| 2020 | «Feel Good (Secret Code)» | —                  | 82                 | —                  | My Little Society    |
| 2021 | «We Go»                   | 106                | 51                 | 14                 | 9 Way Ticket         |
| 2021 | «Talk & Talk»             | 97                 | —                  | —                  | Talk & Talk          |
| 2022 | «DM»                      | —                  | —                  | —                  | Midnight Guest       |
| 2022 | «Stay This Way»           | —                  | —                  | —                  | from our Memento Box |
| 2023 | «#Menow»                  | —                  | —                  | —                  | Unlock My World      |

## Filmografía

### Reality shows
| Año       | Programa           | Canal                 |
| --------- | ------------------ | --------------------- |
| 2017      | Idol School        | Mnet                  |
| 2017      | Fromis’ Room       | Mnet, Facebook Live   |
| 2017      | Fromis 9 TV Behind | Naver V Live          |
| 2017      | Mind Map           | Naver V Live          |
| 2018      | The 100 - Season 2 | Naver V Live          |
| 2018-2021 | Channel_9          | Naver V Live, YouTube |

### Series web
| Año  | Programa            | Canal        |
| ---- | ------------------- | ------------ |
| 2018 | Welcome to Heal Inn | Naver V Live |
| 2019 | We See Winter       | Naver V Live |